# Dimetilfosfito
El dimetilfosfito, fosfonato de dimetilo o fosfito de dimetilo es el compuesto organofosforado con la fórmula (CH3O)2P(O)H. Es un reactivo popular para generar otros compuestos organofosforados, explotando la alta reactividad del enlace P-H. El dimetilfosfito es un líquido incoloro. La molécula es tetraédrica. 
Aunque generalmente se denomina fosfito de dimetilo, el nombre correcto aceptado por la IUPAC es el de fosfonato de dimetilo, ya que el tautómero fosfito no ha sido observado ni en el propio dimetilfosfito, ni en ninguno de los diferentes derivados alquilfosfonatos de dimetilo (en los que se reemplaza el H por una cadena lateral).

## Preparación
El dimetilfosfito se puede preparar, en sistemas cerrados, por metanólisis de tricloruro de fósforo con metanol o metóxido de sodio:
{\displaystyle \mathrm {PCl_{3}+3\ CH_{3}OH\longrightarrow (CH_{3}O)_{2}P(O)H+CH_{3}Cl+2\ HCl} }
También se puede producir calentando dietilfosfito en metanol.